# Månens framsida

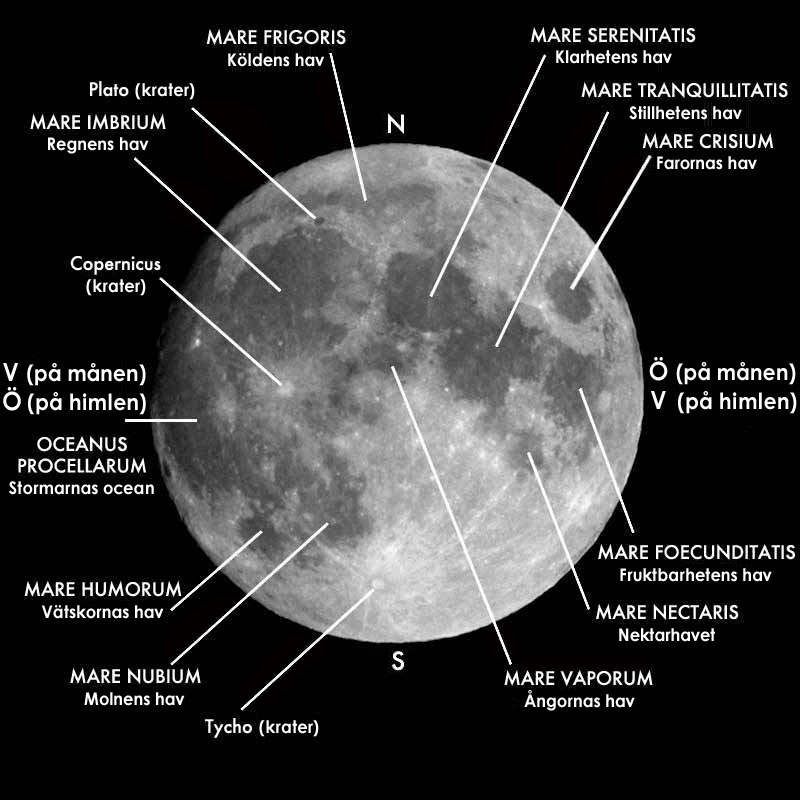
Namnen på de större månhaven och några kratrar på månens framsida.

Månens framsida är den halva av månen som är konstant vänd mot jorden, medan den motsatta sidan kallas månens baksida. Endast en sida av månen är synlig från jorden eftersom månen roterar runt sin egen axel med samma hastighet som den kretsar runt jorden. Detta kallas bunden rotation eller tidvattenlåsning. Månen lyses upp direkt av solen och det cykliska varierande som detta innebär för en betraktare på jorden styr månfaserna. De områden på månens framsida som inte lyses upp kan ibland ses på grund av ljus som reflekteras från jordens yta på månen, något som kallas jordsken. Då månens bana är något elliptisk och böjd åt det ekliptiska planet gör librationerna att upp till 9 procent av månens baksida kan ses från jorden.

## Skillnader mot månens baksida
Månens båda hemisfärer har klart skilda utseenden. Framsidan är täckt av stora månhav, (latin för 'hav,' eftersom de tidigaste astronomerna felaktigt förväxlade det som egentligen var lavaslätter med vad de trodde: hav av "månvatten"). Månens baksida har en yta som är full av kratrar med betydligt mindre inslag av månhav än månens framsida; baksidan täcks bara till 1 procent av månhav, jämfört med 31,2 procent på framsidan. Enligt forskning som analyserats av Nasas uppdrag "Gravity Recovery and Interior Laboratory" (GRAIL), är skälet till skillnaderna att månens jordskorpa är tunnare på den sida som är vänd mot jorden jämfört med den bortre sidan. De svarta fläckarna, som egentligen är lavafyllda slätter, har skapats genom asteroidnedslag för ungefär fyra miljarder år sedan. Fast båda sidorna av månen bombarderades av liknade nedslag, var framsidans jordskorpa och övre mantel hetare än motsvarande på baksidan, vilket resulterade i större nedslagskratrar på framsidan.